# Clynotis
Clynotis Simon, 1901 è un genere di ragni appartenente alla famiglia Salticidae.

## Distribuzione
Le specie oggi note di questo genere sono diffuse in Australia e Nuova Zelanda; una di queste specie, C. knoxi, è stata rinvenuta solo nelle piccole isole Snares, 200 km a sud della Nuova Zelanda.

## Tassonomia
A dicembre 2010 comprende 8 specie:

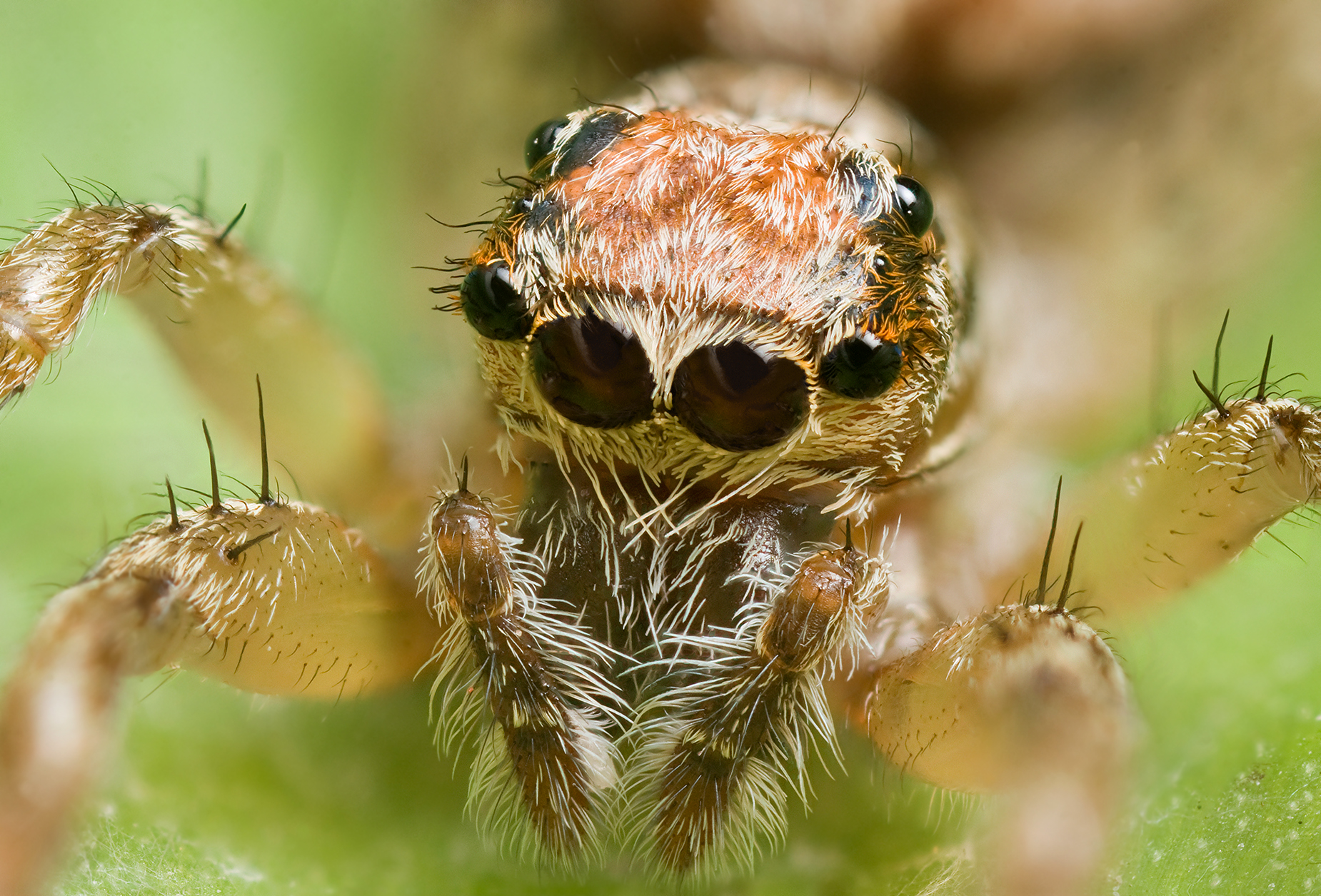
Clynotis severus, femmina, pattern oculare

- Clynotis albobarbatus (L. Koch, 1879) — Queensland, Nuovo Galles del Sud
- Clynotis archeyi (Berland, 1931) — Isole Auckland
- Clynotis barresi Hogg, 1909 — Nuova Zelanda
- Clynotis knoxi Forster, 1964 — Isole Snares (Nuova Zelanda)
- Clynotis saxatilis (Urquhart, 1886) — Nuova Zelanda
- Clynotis semiater (L. Koch, 1879) — Queensland
- Clynotis semiferrugineus (L. Koch, 1879) — Queensland
- Clynotis severus (L. Koch, 1879)[2] — Australia

### Specie rinominate
Alcune specie attribuite in passato a Clynotys sono oggi inquadrate nel genere Tara:
- Clynotis gratiosus Rainbow = Tara gratiosa (Rainbow)
- Clynotis parvulus Keyserling = Tara parvula (Keyserling)